# Opisthoxia lyonetaria
Opisthoxia lyonetaria är en fjärilsart som beskrevs av Pieter Cornelius Tobias Snellen 1874. Opisthoxia lyonetaria ingår i släktet Opisthoxia och familjen mätare. Inga underarter finns listade i Catalogue of Life.